# 卡弗爾 (科羅拉多州)
卡弗爾（英語：Karval）是位於美國科羅拉多州林肯縣的一個非建制地區。該地的面積和人口皆未知。

## 地理
卡弗爾的座標為38°44′00″N 103°32′13″W / 38.73333°N 103.53694°W，而該地的平均海拔高度為1559米（即5119英尺）。